# Чкаловский (Кемеровская область)
Чка́ловский — посёлок в Ленинск-Кузнецком районе Кемеровской области. Административный центр Чкаловского сельского поселения.

## География
Центральная часть населённого пункта расположена на высоте 182 м над уровнем моря.

## История
Указом Президиума Верховного Совета РСФСР от 15 августа 1963 года посёлок фермы № 1 совхоза им. Чкалова переименован в Чкаловский.

## Население
| 2010 |
| ---- |
| 458  |

### Половой состав
По данным Всероссийской переписи населения 2010 года, в посёлке проживало 458 человек (210 мужчин, 248 женщин).